# 愛をふたたび
「愛をふたたび」（仏: Pour que tu m'aimes encore、英: So That You'll Love Me Again）は、セリーヌ・ディオンの楽曲である。アルバム『フレンチ・アルバム』からのシングル・カットで、フランス語圏の国々では1995年3月13日、その他のヨーロッパ圏では同年9月にリリースされた。ただし、ディオンの地元でもあるカナダ国内ではラジオシングルのみのリリースとなった。また、1996年10月には日本でもリリースされている。セリーヌ・ディオン本人はこの曲について、自身のフランス語圏における歌手活動で最大の曲、と語っている。

## 概要
作詞・作曲・プロデュースはジャン=ジャック・ゴールドマンで、発売以来ディオンの代表曲の一つとなっている。歌詞は、他の女性のもとへ去って行ったパートナーを忘れることが出来ない女性の激情を描き、彼に再び愛されるべく必死の願掛けによって、遂に自らを金色（より輝き、より美しくなることの比喩）に変える呪いをかける、という内容である。
ミュージック・ビデオの制作はミヘル・マイヤー。このビデオは2005年に発売されたセリーヌ・ディオンのフランス語版PV集『オン・ヌ・シャンジュ・パ』に収録されている。
- 調（転調あり）：ニ長調（D）→ト長調（G）

## チャート記録と賞
フランスではヒットとなり、ランキングでは12週連続首位、売り上げ枚数は95万5000枚（プラチナ認定）に達し、フランスの音楽史上107番目のベストセラーシングルとなった。その他、ベルギー ワロン地域圏でも15週連続、カナダ ケベック州でも4週連続首位を獲得。また、英語圏であるイギリスとアイルランドでもフランス語曲としては異例のトップ10入りを果たしている。『ヴァージン17』によるとこのシングルは全世界で400万枚以上を売り上げた。
受賞歴としては、フェリックス賞最優秀歌曲賞とフランス音楽大賞最優秀歌曲賞を受賞している。

## 別バージョンとカバー曲
この曲は後にディオンの3つのライブアルバム『パリ・ライヴ』、『オ・クール・デュ・スタード〜スタジアム・ライヴ〜』、『Taking Chances ワールド・ツアー:ザ・コンサート』（フランス版のみ）と3つのベストアルバム『ザ・スペシャル・ベスト』、『オン・ヌ・シャンジュ・パ』、『マイ・ラヴ:エッセンシャル・コレクション』に収録された。また、1996年発売のディオンのスタジオアルバム『FALLING INTO YOU』にはこの曲のメロディーを基にした英語曲「イフ・ザッツ・ホワット・イット・テイクス」が収録されている。
ディオンは2008年から2009年にかけて行われたツアー「Taking Chancesツアー」の期間中、ラスベガスのシーザーズ・パレスで週5夜連続で行われていたライブショー「A New Day...」でこの曲を歌っていた。その他、ディオンはケベック・シティ開拓400年記念コンサートでもこの曲を歌い、その模様がライブビデオ『セリーヌ・シュ・レ・プレーヌ』に収録された。また、2005年にはコンピレーションアルバム『500 Choristes avec...』のために、ディオンと500人コーラスを伴ったライブバージョンを収録している。
2000年にはエルザ・ランギーニ、リアーヌ・フォリー、エレーヌ・セガラがアルバム『Les Enfoirés en 2000』の中でカバー。2001年にはナイジェリア人歌手Funke Olayodeが「To ba J’oun To Gba」と改題したヨルバ語バージョンとしてカバー。2005年11月にはイル・ディーヴォがアルバム『アンコール』でカバー。2006年11月には音楽プロデューサー、アントニス・カラリスが世界デビューシングル「トゥ・ビー・コンティニュード」のカップリング曲として「S'Agapo Sa Trelos」と改題したギリシャ語バージョンをロックアレンジでリリースした。2007年5月にはエレナが自身のシングル「Fos」のカップリングとして「An Esy M'agapas」と改題した新たなギリシャ語バージョンをリリースした。
また、英語バージョンの「イフ・ザッツ・ホワット・イット・テイクス」は2004年にローラ・ブラニガンの未発売復帰アルバムでカバーされている。

## 収録曲
フランス版CDシングル
1. 「愛をふたたび」 – 4:14
2. 「愛をふたたび」（インストゥルメンタル） – 4:14

日本版CDシングル
1. 「愛をふたたび」 – 4:14
2. 「異教徒の祈り」 – 4:12

ヨーロッパ版CDマキシシングル
1. 「愛をふたたび」 – 4:14
2. 「愛をふたたび」（インストゥルメンタル） – 4:14
3. 「コーリング・ユー（英語版）」（ライヴ） – 4:04

フランス版CDマキシシングル
1. 「愛をふたたび」 – 4:14
2. 「愛をふたたび」（インストゥルメンタル） – 4:14
3. 「異教徒の祈り」 – 4:12

イギリス版CDマキシシングル
1. 「愛をふたたび」 – 4:14
2. 「センド・ミー・ア・ラヴァー」 – 4:31
3. 「ショウ・サム・エモーション」 – 4:29
4. 「ザ・ラスト・トゥ・ノウ」 – 4:35

イギリス版CDマキシシングル#2
1. 「愛をふたたび」 – 4:14
2. 「異教徒の祈り」 – 4:12
3. 「ジギィ」 – 2:58
4. 「響きわたる言葉」 – 3:56

## 公式編曲版
1. 「愛をふたたび」（500人コーラス） – 4:14
2. 「愛をふたたび」（インストゥルメンタル） – 4:14
3. 「愛をふたたび」（アルバムバージョン） – 4:14
4. 「イフ・ザッツ・ホワット・イット・テイクス」（英語版） – 4:12

## チャート
| 順位（1995年）                                | 最高位 |
| --------------------------------------------- | ------ |
| ベルギー フランデレン地域圏・シングルチャート | 2      |
| ベルギー ワロン地域圏・シングルチャート       | 1      |
| ドイツ・シングルチャート                      | 3      |
| ヨーロッパ・シングルチャート                  | 4      |
| フランス・シングルチャート                    | 1      |
| アイルランド・シングルチャート                | 6      |
| ケベック・有線チャート                        | 1      |
| スウェーデン・シングルチャート                | 3      |
| スイス・シングルチャート                      | 17     |
| イギリス・シングルチャート                    | 7      |

| 年間チャート（1995年）                        | 順位 |
| --------------------------------------------- | ---- |
| ベルギー フランデレン地域圏・シングルチャート | 8    |
| ベルギー ワロン地域圏・シングルチャート       | 1    |
| ドイツ・シングルチャート                      | 6    |
| フランス・シングルチャート                    | 1    |

| 国       | 認定     | 認定日        | 認定売上枚数 |
| -------- | -------- | ------------- | ------------ |
| フランス | プラチナ | 1995年8月18日 | 50万枚       |

### チャート推移
| 先代 クランベリーズ「ゾンビ」                                 | フランスSNEP 第1位シングル（第1週） 1995年5月6日 - 1995年6月24日 | 次代 スキャットマン・ジョン「スキャットマン」     |
| 先代 スキャットマン・ジョン「スキャットマン」                 | フランスSNEP 第1位シングル（第2週） 1995年7月8日 - 1995年7月29日 | 次代 セイクリッド・スピリット「聖なる大地の祈り」 |
| 先代 ユッスー・ンドゥール、ネナ・チェリー「セヴン・セカンズ」 | フランスSNEP 年間第1位シングル 1995年                            | 次代 ロス・デル・リオ「恋のマカレナ」             |
| 受賞                                                          |                                                                  |                                                   |
| 先代 エンゾ・エンゾ「ジュスト・ケルカン・ドゥ・ ビアン」      | ヴィクトワール・ド・ラ・ミュジーク最優秀賞 1996年                | 次代 ハレド「アイシャ」                           |